# Entosthodon wigginsii
Entosthodon wigginsii là một loài Rêu trong họ Funariaceae. Loài này được Steere mô tả khoa học đầu tiên năm 1938.